# Ulman Lindenberger
Ulman E. R. Lindenberger (* 8. Februar 1961 in Heidelberg) ist ein deutsch-italienischer Psychologe auf dem Gebiet der Entwicklungspsychologie und der kognitiven Alternsforschung.

## Leben
Nach seinem Abitur 1979 am Arndt-Gymnasium Dahlem studierte Lindenberger von 1980 bis 1981 an der University of California, Berkeley. Von 1982 bis 1985 studierte er Psychologie an der Technischen Universität Berlin, von 1986 bis 1994 Biologie an der Freien Universität Berlin, 1990 erwarb er den Dr. phil. in Psychologie bei Paul B. Baltes an der Freien Universität Berlin, die Habilitation in Psychologie erfolgte 1998 ebenfalls an der Freien Universität Berlin. 1999–2003 war er Professor an der Universität des Saarlandes. Ulman Lindenberger ist seit 2003 Direktor des Forschungsbereichs Entwicklungspsychologie am Max-Planck-Institut für Bildungsforschung in Berlin. Er ist Honorarprofessor an der Freien Universität Berlin, der Humboldt-Universität zu Berlin und der Universität des Saarlandes. Seit 2014 leitet er zusammen mit Ray Dolan, Mary Kinross Professor of Neuropsychiatry am University College London, das Max Planck UCL Centre for Computational Psychiatry and Ageing Research. Er ist Ko-Sprecher der assoziierten International Max Planck Research School on Computational Psychiatry and Ageing Research (COMP2PSYCH). Er ist auch Sprecher der 2002 etablierten International Max Planck Research School on the Life Course (LIFE), an der neben der Freien Universität Berlin und der Humboldt-Universität zu Berlin, die Universität Zürich, University of Michigan und University of Virgina beteiligt sind. Außerdem ist er Fellow der Max Planck School of Cognition. Von 2020 bis 2023 war er Vizepräsident der Geistes-, Sozial- und Humanwissenschaftlichen Sektion der Max-Planck-Gesellschaft.
Lindenbergers Forschungsgebiet ist die Psychologie der Lebensspanne. Insbesondere interessiert er sich für die neuronale und Verhaltensplastizität der Lebensspanne, Zusammenhänge zwischen Verhalten und Gehirn über die Lebensspanne, multivariate Methoden der Entwicklungsforschung sowie formale Modelle der Verhaltensentwicklung. In seiner Arbeit geht es vor allem auch um Potenziale und Grenzen des kognitiven Alterns. Dabei kombiniert Lindenberger Ansätze aus den Neurowissenschaften, der Gerontologie und der Entwicklungspsychologie. Lindenbergers Forschung zeigt auf, dass die geistige Leistungsfähigkeit (oder Kognition) nicht durch das Alter festgelegt ist, sondern durch eigenes Handeln verbessert werden kann.
Lindenberger ist seit 2012 Kuratoriumsmitglied der Jacobs Foundation.
Seit 2019 ist er auch italienischer Staatsangehöriger. Lindenberger ist verheiratet und hat zwei Kinder und drei Enkel.

## Auszeichnungen
- 2006: Mitglied der Leopoldina[10]
- 2010: Gottfried-Wilhelm-Leibniz-Preis der DFG[11]
- 2014: Mitglied der Academia Europaea
- 2023: Auswärtiges Mitglied der Royal Swedish Academy of Sciences (Klasse für Sozialwissenschaften)[12]
- 2025: Auswärtiges Mitglied der Royal Society[13][14]
- 2025: Auswärtiges Mitglied der British Academy[15]

## Veröffentlichungen (Auswahl)
Als Autor
- P. Ghisletta, S. A. Aichele, D. Gerstorf, A. Carrollo, U. Lindenberger: Verbal fluency selectively predicts survival in old and very old age. In: Psychological Science. Vol. 36, 2025, S. 87–101. doi:10.1177/09567976241311923
- M. Hille, S. Kühn, G. Kempermann, T. Bonhoeffer, U. Lindenberger: From animal models to human individuality: Integrative approaches to the study of brain plasticity. In: Neuron. Vol. 112, 2024, S. 3522–3541. doi:10.1016/j.neuron.2024.10.006
- A. M. Brandmaier, U. Lindenberger, E. M. McCormick: Optimal two-time point longitudinal models for estimating individual-level change: Asymptotic insights and practical implications. In: Developmental Cognitive Neuroscience. Vol. 70, 2024. Article 101450. doi:10.1016/j.dcn.2024.101450
- E. M. Tucker-Drob, J. De la Fuente, Y. Köhncke, A. M. Brandmaier, L. Nyberg, U. Lindenberger: A strong dependency between changes in fluid and crystallized abilities in human cognitive aging. In: Science Advances. Vol. 8, 2022, Article eabj2422. doi:10.1126/sciadv.abj2422
- P. Ghisletta, F. Mason, T. von Oertzen, C. Hertzog, L.-G. Nilsson, U. Lindenberger: On the use of growth models to study normal cognitive aging. In: International Journal of Behavioral Development. Vol. 44, 2020, S. 88–96. doi:10.1177/0165025419851576
- M. Lövdén, B. Garzón, U. Lindenberger: Human skill learning: Expansion, exploration, selection, and refinement. In: Current Opinion in Behavioral Sciences. Vol. 36, 2020, S. 163–168. doi:10.1016/j.cobeha.2020.11.002
- F. Schmiedek, M. Lövdén, T. von Oertzen, U. Lindenberger: Within-person structures of daily cognitive performance differ from between-person structures of cognitive abilities. In: PeerJ. Vol. 8, 2020, Article e9290. doi:10.7717/peerj.9290
- U. Lindenberger, M. Lövdén: Brain plasticity in human lifespan development: The exploration-selection-refinement model. In: Annual Review of Developmental Psychology. Vol. 1, 2019, S. 197–222. doi:10.1146/annurev-devpsych-121318-085229
- E. M. Tucker-Drob, A. M. Brandmaier, U. Lindenberger: Coupled cognitive changes in adulthood: A meta-analysis. In: Psychological Bulletin. Vol. 145, 2019, S. 273–301. doi:10.1037/bul0000179
- A. M. Brandmaier, E. Wenger, N. C. Bodammer, S. Kühn, N. Raz, U. Lindenberger: Assessing reliability in neuroimaging research through intra-class effect decomposition (ICED). In: eLife. Vol. 7, 2018, Article e35718. doi:10.7554/eLife.35718
- Y. L. Shing, Y. Brehmer, H. Heekeren, L. Bäckman, U. Lindenberger: Neural activation patterns of successful episodic encoding: Reorganization during childhood, maintenance in old age. In: Developmental Cognitive Neuroscience. Vol. 20, 2018, S. 59–69. doi:10.1016/j.dcn.2016.06.003
- D. D. Garrett, I. E. Nagel, C. Preuschhof, A. Z. Burzynska, J. Marchner, S. Wiegert, G. J. Jungehülsing, L. Nyberg, A. Villringer, S.-C. Li, H. R. Heekeren, L. Bäckman, U. Lindenberger: Amphetamine modulates brain signal variability and working memory in younger and older adults. In: Proceedings of the National Academy of Sciences. Vol. 112, 2015, S. 7593–7598. doi:10.1073/pnas.1504090112
- U. Lindenberger: Human cognitive aging: Corriger la fortune? In: Science. Vol. 346, Nr. 6209, 2014, S. 572–578. doi:10.1126/science.1254403
- U. Lindenberger, U. Mayr: Cognitive aging: Is there a dark side to environmental support? In: Trends in Cognitive Sciences. Vol. 18, 2014, S. 7–15. doi:10.1016/j.tics.2013.10.006
- M. Lövdén, S. Schaefer, H. Noack, N. C. Bodammer, S. Kühn, H.-J. Heinze, E. Düzel, L. Bäckman, U. Lindenberger: Spatial navigation training protects the hippocampus against age-related changes during early and late adulthood. In: Neurobiology of Aging. Vol. 33, 2012, S. 620.e9–620.e22. doi:10.1016/j.neurobiolaging.2011.02.013 (PDF)
- U. Lindenberger, T. von Oertzen, P. Ghisletta, C. Hertzog: Cross-sectional age variance extraction: What’s change got to do with it? In: Psychology and Aging. Vol. 26, 2011, S. 34–47. doi:10.1037/a0020525 (PDF)
- U. Lindenberger, I. E. Nagel, C. Chicherio, S.-C. Li, H. R. Heekeren, L. Bäckman: Age-related decline in brain resources modulates genetic effects on cognitive functioning. In: Frontiers in Neuroscience. Vol. 2, 2008, S. 234–244. doi:10.3389/neuro.01.039.2008
- P. B. Baltes, U. Lindenberger, U. M. Staudinger: Life span theory in developmental psychology. In: W. Damon, R. M. Lerner (Hrsg.): Handbook of Child Psychology. Vol 1: Theoretical Models of Human Development. 6. Auflage. Wiley 2006, New York, S. 569–664. (PDF)
- N. Raz, U. Lindenberger, K. M. Rodrigue, K. M. Kennedy, D. Head, A. Williamson, C. Dahle, D. Gerstorf, J. D. Acker: Regional brain changes in aging healthy adults: General trends, individual differences and modifiers. In: Cerebral Cortex. Vol. 15, 2005, S. 1676–1689. doi:10.1093/cercor/bhi044 (PDF)
- U. Lindenberger, M. Marsiske, P. B. Baltes: Memorizing while walking: Increase in dual-task costs from young adulthood to old age. In: Psychology and Aging. Vol. 15, 2000, S. 417–436. doi:10.1037/0882-7974.15.3.417 (PDF)
- M. Chapman, U. Lindenberger: Transitivity judgments, memory for premises, and models of children’s reasoning. In: Developmental Review. Vol. 12, 1992, S. 124–163. doi:10.1016/0273-2297(92)90006-N (PDF)

Als Herausgeber
- W. Schneider, U. Lindenberger (Hrsg.): Entwicklungspsychologie (8. komplett überarbeitete Aufl.). 2018, Beltz. (Verlagsinformation)
- U. Lindenberger, J. Smith, K. U. Mayer, P. B. Baltes (Hrsg.): Die Berliner Altersstudie. 3. Auflage. Akademie Verlag, Berlin 2010, ISBN 978-3-05-004508-5.